# Jerry Butler (cantante)
Jerry Butler Jr. (Sunflower, 11 dicembre 1939 – Chicago, 20 febbraio 2025) è stato un cantante, musicista e politico statunitense.

## Biografia
Era il cantante del gruppo R&B The Impressions, introdotto nella Rock and Roll Hall of Fame nel 1991. Dopo aver lasciato il gruppo nel 1960, Butler ebbe 55 successi come solista nelle classifiche Billboard Pop e R&B, incluse le celebri He Will Break Your Heart, Let It Be Me e Only the Strong Survive. Nel 2015 fu ammesso nella National Rhythm & Blues Hall of Fame.
Butler è morto nel 2025, per complicazioni della malattia di Parkinson.

## Discografia

### Singoli
| 1958 | For Your Precious Love b/w Sweet Was the Wine (da He Will Break Your Heart) Entrambe le tracce con The Impressions       | 11  | 3  | — | Jerry Butler, esq.                                             |
| 1958 | Come Back My Love b/w Love Me (da Aware of Love) Entrambe le tracce con The Impressions                                  | —   | 29 | — | Jerry Butler, esq.                                             |
| 1959 | Lost b/w One By One (da Aware of Love)                                                                                   | —   | 17 | — | Jerry Butler, esq.                                             |
| 1959 | I Was Wrong b/w Couldn't Go to Sleep (da Aware of Love)                                                                  | —   | —  | — | Jerry Butler, esq.                                             |
| 1960 | A Lonely Soldier b/w I Found a Love                                                                                      | —   | 25 | — | He Will Break Your Heart                                       |
| 1960 | He Will Break Your Heart b/w Thanks to You                                                                               | 7   | 1  | — | He Will Break Your Heart                                       |
| 1960 | Silent Night b/w O Holy Night                                                                                            | —   | —  | — | Non-album                                                      |
| 1961 | Find Another Girl b/w When Trouble Calls                                                                                 | 27  | 10 | — | Aware of Love                                                  |
| 1961 | I'm a Telling You b/w I See a Fool                                                                                       | 25  | 8  | — | Aware of Love                                                  |
| 1961 | Moon River | 11  | 14 | 3 | Need to Belong                                                 |
| 1961 | Aware of Love | 105 | —  | — | Aware of Love                                                  |
| 1962 | Isle of Sirens b/w Chi Town (da Jerry Butler, esq.)                                                                      | —   | —  | — | Need to Belong                                                 |
| 1962 | Make It Easy on Yourself b/w It's Too Late (non-album)                                                                   | 20  | 18 | — | Need to Belong                                                 |
| 1962 | You Can Run (But You Can't Hide) b/w I'm the One (non-album)                                                             | 63  | 23 | — | Need to Belong                                                 |
| 1962 | Theme from Taras Bulba (The Wishing Star) b/w You Go Right Through Me (da Jerry Butler, esq.)                            | 100 | —  | — | Non-album                                                      |
| 1963 | Whatever You Want b/w You Won't Be Sorry (Non-album)                                                                     | 68  | —  | — | Need to Belong                                                 |
| 1963 | I Almost Lost My Mind b/w Strawberries (da Need to Belong)                                                               | —   | —  | — | Non-album track                                                |
| 1963 | Where's the Girl b/w How Beautifully You Lie                                                                             | —   | —  | — | Need to Belong                                                 |
| 1963 | A Woman With Soul b/w Just a Little Bit (da More of the Best of Jerry Butler)                                            | —   | —  | — | Non-album track                                                |
| 1963 | Need to Belong b/w Give Me Your Love (da He Will Break Your Heart)                                                       | 31  | *  | — | Need to Belong                                                 |
| 1964 | Giving Up on Love b/w I've Been Trying (non-album)                                                                       | 56  | *  | — | Need to Belong                                                 |
| 1964 | I Stand Accused | 61  | *  | — | More of the Best of Jerry Butler                               |
| 1964 | I Don't Want to Hear It Anymore                                                                                          | 95  | *  | — | More of the Best of Jerry Butler                               |
| 1964 | Let It Be Me (con Betty Everett) /                                                                                       | 5   | *  | — | Delicious Together                                             |
| 1964 | Ain't That Lovin' You, Baby (con Betty Everett)                                                                          | 108 | *  | — | Delicious Together                                             |
| 1964 | Smile b/w Love Is Strange (da Delicious Together) Entrambi i brani con Betty Everett                                     | 42  | *  | — | More of the Best of Jerry Butler                               |
| 1965 | Good Times b/w I've Grown Accustomed to Her Face                                                                         | 64  | 33 |   | Non-album tracks                                               |
| 1965 | Since I Don't Have You b/w Just Be True Entrambi i brani con Betty Everett                                               | —   | —  | — | Delicious Together                                             |
| 1965 | I Can't Stand to See You Cry b/w Nobody Needs Your Love (More Than I Do)                                                 | 122 | —  | — | Non-album                                                      |
| 1965 | Just for You b/w Believe in Me (da The Impressions With Jerry Butler)                                                    | —   | 33 | — | Non-album                                                      |
| 1966 | For Your Precious Love (re-recording) b/w Give It Up (non-album)                                                         | —   | 25 | — | Love Me                                                        |
| 1966 | Love (Oh, How Sweet It Is) b/w Loneliness (da The Best of Jerry Butler (Mercury))                                        | 103 | 34 | — | Non-album tracks                                               |
| 1966 | You Make Me Feel Like Someone b/w For What You Made of Me                                                                | —   | —  | — | Non-album tracks                                               |
| 1966 | I Dig You Baby b/w Some Kinda Magic                                                                                      | 60  | 8  | — | Soul Artistry                                                  |
| 1967 | You Walked Into My Life b/w Why Did I Lose You                                                                           | —   | —  | — | Soul Artistry                                                  |
| 1967 | You Don't Know What You Got Until You Lose It b/w The Way I Love You (Nobody Ever Loved Anybody) (da Mr. Dream Merchant) | —   | —  | — | Soul Artistry                                                  |
| 1967 | Mr. Dream Merchant b/w Cause I Love You So (Non-album)                                                                   | 38  | 23 | — | Mr. Dream Merchant                                             |
| 1967 | Lost b/w You Don't Know What You Got Until You Lose It (from Soul Artistry)                                              | 62  | 48 | — | Mr. Dream Merchant                                             |
| 1968 | Never Give You Up b/w Beside You (daMr. Dream Merchant)                                                                  | 20  | 7  | — | The Ice Man Cometh                                             |
| 1968 | Hey, Western Union Man b/w Just Can't Forget About You                                                                   | 16  | 1  | — | The Ice Man Cometh                                             |
| 1968 | Are You Happy b/w (Strange) I Still Love You                                                                             | 39  | 9  | — | The Ice Man Cometh                                             |
| 1969 | Only the Strong Survive b/w Just Because I Really Love You                                                               | 4   | 1  | — | The Ice Man Cometh                                             |
| 1969 | Moody Woman b/w Go Away, Find Yourself (da The Ice Man Cometh)                                                           | 24  | 3  | — | Ice On Ice                                                     |
| 1969 | What's the Use of Breaking Up /                                                                                          | 20  | 4  | — | Ice On Ice                                                     |
| 1969 | A Brand New Me | 109 | —  | — | Ice On Ice                                                     |
| 1969 | Don't Let Love Hang You Up b/w Walking Around in Teardrops                                                               | 44  | 12 | — | Ice On Ice                                                     |
| 1970 | Got to See If I Can Get Mommy (To Come Back Home) b/w I Forgot to Remember                                               | 62  | 21 | — | Ice On Ice                                                     |
| 1970 | I Could Write a Book b/w Since I Lost You Lady (da Ice on Ice)                                                           | 46  | 15 | — | You & Me                                                       |
| 1970 | Where Are You Going b/w You Can Fly                                                                                      | 95  | 42 | — | "Joe" -- Original Soundtrack                                   |
| 1970 | Special Memory b/w How Does It Feel                                                                                      | 109 | 36 | — | Assorted Sounds with the Aid of Assorted Friends and Relatives |
| 1971 | You Just Can't Win (By Making the Same Mistakes) b/w Sho Is Grooving Gene (Chandler) & Jerry (Butler)                    | 94  | 32 | — | Gene & Jerry -- One & One                                      |
| 1971 | Ten and Two (Take This Woman Off the Corner) b/w Everybody Is Waiting Gene (Chandler) & Jerry (Butler)                   | 126 | 44 | — | Gene & Jerry -- One & One                                      |
| 1971 | If It's Real What I Feel (con Brenda Lee Eager) Why Are You Leaving Me                                                   | 69  | 8  | — | Assorted Sounds with the Aid of Assorted Friends and Relatives |
| 1971 | Ain't Understanding Mellow (con Brenda Lee Eager) b/w Windy City Soul                                                    | 21  | 3  | — | The Sagittarius Movement                                       |
| 1971 | How Did We Lose It Baby b/w Do You Finally Need a Friend                                                                 | 85  | 38 | — | Assorted Sounds with the Aid of Assorted Friends and Relatives |
| 1971 | Walk Easy My Son b/w Let Me Be                                                                                           | 93  | 33 | — | The Sagittarius Movement                                       |
| 1972 | I Only Have Eyes for You b/w A Prayer                                                                                    | 85  | 20 | — | The Spice Of Life                                              |
| 1972 | Close to You b/w You Can't Always Tell Entrambi i brani con Brenda Lee Eager                                             | 91  | 6  | — | The Spice Of Life                                              |
| 1972 | One Night Affair b/w Life's Unfortunate Sons (da You & Me)                                                               | 52  | 6  | — | The Spice Of Life                                              |
| 1973 | Can't Understand It b/w How Long Will It Last Entrambi i brani con Brenda Lee Eager                                      | —   | 26 | — | The Love We Have, The Love We Had                              |
| 1973 | The Love We Had Stays on My Mind b/w Were We Lovers, Were We Friends Entrambi i brani con Brenda Lee Eager               | —   | 64 | — | The Love We Have, The Love We Had                              |
| 1973 | Power of Love b/w What Do You Do on a Sunday Afternoon                                                                   | —   | 15 | — | Power of Love                                                  |
| 1974 | That's How Heartaches Are Made b/w Too Many Danger Signs                                                                 | —   | 58 | — | Power of Love                                                  |
| 1974 | Take The Time to Tell Her b/w High Stepper                                                                               | —   | 46 | — | Sweet Sixteen                                                  |
| 1974 | Playing On You b/w You and Me Against the World                                                                          | —   | 33 | — | Sweet Sixteen                                                  |
| 1976 | The Devil in Mrs. Jones b/w I Don't Wanna Be Reminded                                                                    | —   | 55 | — | Love's on the Menu                                             |
| 1977 | I Wanna Do It To You b/w I Don't Wanna Be Reminded (da Love's on the Menu)                                               | 51  | 7  | — | Suite for the Single Girl                                      |
| 1977 | Chalk It Up b/w I Don't Want Nobody to Know (da Love's on the Menu)                                                      | —   | 28 | — | Suite for the Single Girl                                      |
| 1977 | It's a Lifetime Thing b/w Kiss Me Now (Non-album) Entrambi i brani con Thelma Houston)                                   | —   | 55 | — | Thelma & Jerry                                                 |
| 1978 | (I'm Just Thinking About) Cooling Out b/w Are You Lonely Tonight                                                         | —   | 14 | — | Nothing Says I Love You Like I Love You                        |
| 1979 | Nothing Says I Love You Like I Love You b/w I'm Glad to Be Back                                                          | —   | 86 | — | Nothing Says I Love You Like I Love You                        |
| 1979 | Let's Make Love b/w Dream World                                                                                          | —   | —  | — | Nothing Says I Love You Like I Love You                        |
| 1980 | The Best Love I Ever Had b/w Would You Mind                                                                              | —   | 49 | — | The Best Love                                                  |
| 1980 | Don't Be an Island (con Debra Henry) b/w The Best Love I Ever Had (Slow version)                                         | —   | 75 | — | The Best Love                                                  |
| 1982 | No Love Without Changes b/w All the Way                                                                                  | —   | 83 | — | Ice 'N Hot                                                     |
| 1983 | In My Life (con Patti Austin) B-side di Patti Austin: What's At the End of a Rainbow                                     | —   | 92 | — | Non-album                                                      |
| "—" indica singoli non entrati in classifica o non pubblicati. * indica che la classifica R&B non era attiva all'epoca della pubblicazione di questi singoli. | |     |    |   |                                                                |